# Salto de Agua
Salto de Agua é um município do estado do Chiapas, no México. A população do município calculada no censo 2005 era de 53.547 habitantes.